# 銭塘江
銭塘江（せんとうこう、拼音: Qiántáng Jiāng）は、中華人民共和国浙江省を流れる河川で、黄山を源として千島湖・新安江水力発電所を経て流れ来る新安江（北源、正源）と、南西からくる蘭江（南源）が建徳市で合流して富春江となり、さらに下流は銭塘江と呼ばれて、杭州湾に注いでいる（河口：北緯30度22分46秒 東経120度41分20秒 / 北緯30.3794度 東経120.6889度座標: 北緯30度22分46秒 東経120度41分20秒 / 北緯30.3794度 東経120.6889度）。別名に浙江、折江、曲江、之江、羅刹江がある。折江や曲江の名前は、流路が激しく蛇行していることに由来する。

河口では潮流の関係で河水が海から激しく逆流し、大潮の時期には激浪になって川をさかのぼる海嘯（かいしょう）という特異な現象が発生することで古くから名高い。このため、春秋時代の越国の記録、范仲淹の作品や水滸伝での魯智深の円寂した場面など、多くの古典文学作品にも登場している。同様の現象はアマゾン川でも発生し、ポロロッカと呼ばれている。
隋の時代には大運河によって長江と結ばれた。南宋が都を臨安（現在の杭州市）において以来、銭塘江流域は著しく発展する。現在の銭塘江河畔は、大都市の上海や寧波を擁し、中国沿海部でもっとも発展の進んだ地域となっている。
1982年、富陽より上流側の「富春江・新安江風景名勝区」は中華人民共和国国家級風景名勝区に認定された。

## ダム
- 新安江水力発電所